# مسجد ميراهوري
مسجد ميراهوري (بالألبانية: Xhamia e Iljaz Mirahorit)‏ هو مسجد تاريخي في كورتشي في ألبانيا.

## التاريخ
بنى المسجد في عام 1494 إلياس بيك ميراهور، الذي كان من قدامى المحاربين في فتح القسطنطينية ومؤسس مدينة كورتشي. على أسس كنيسة. ولدى هدم مئذنته خلال الفترة الشيوعية، اعتبر المسجد نصبا ثقافيا في ألبانيا. بعد انتهاء الحكم الشيوعي في التسعينات، أعيد بناء المئذنة في عام 2014. كما تم إعادة بناء برج الساعة العثماني في كورتشي أمام المسجد.

## معرض الصور

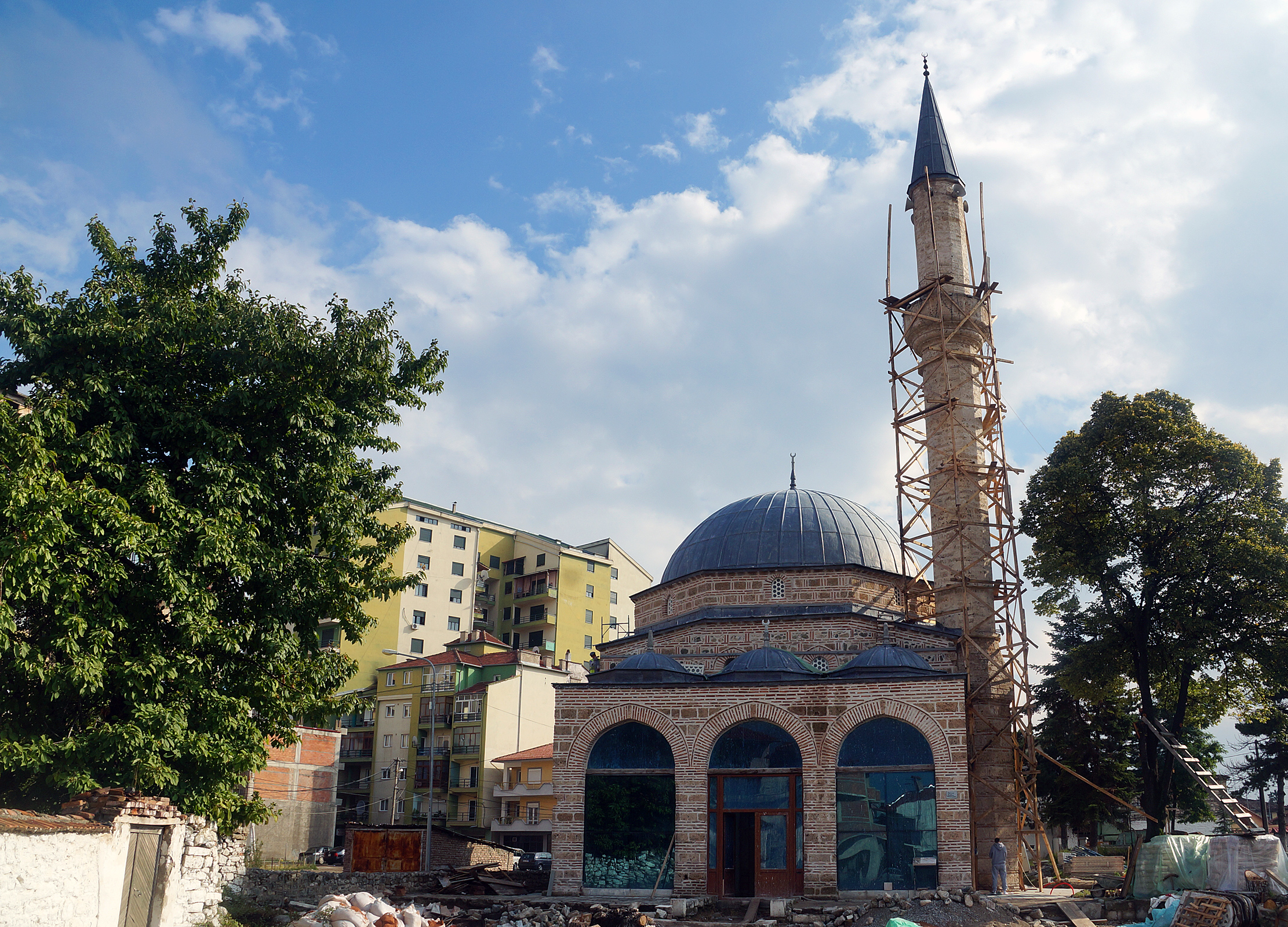
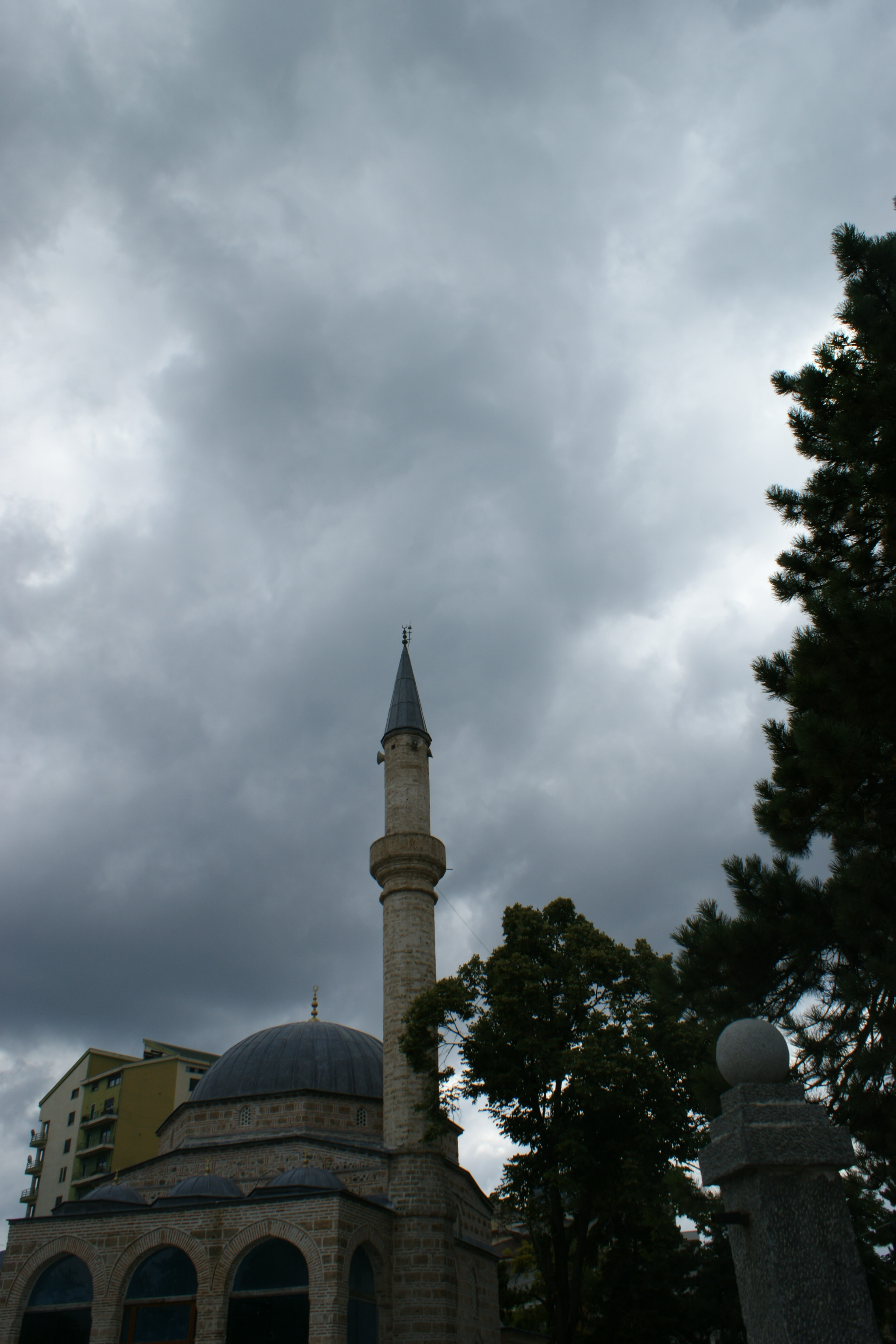
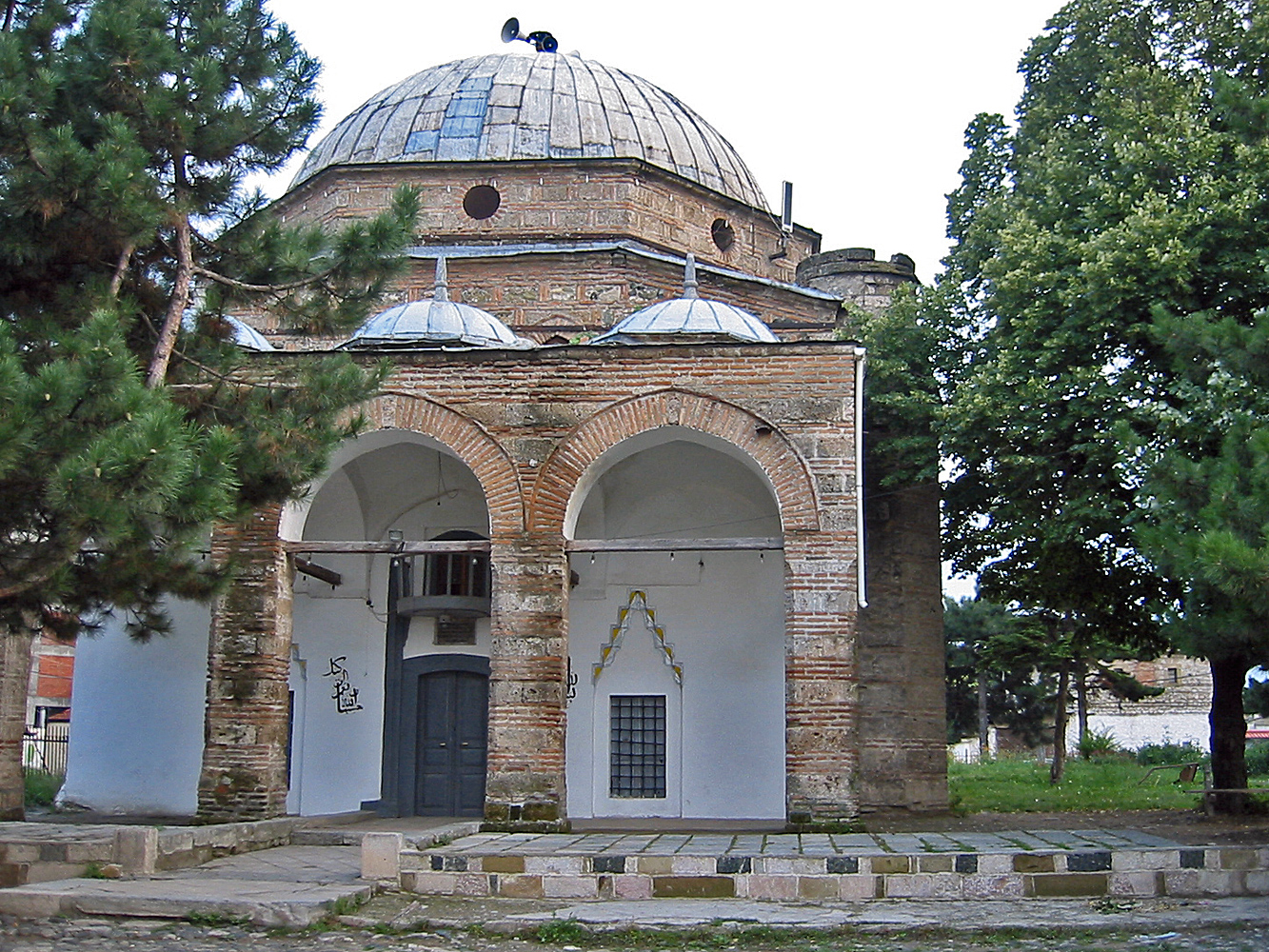
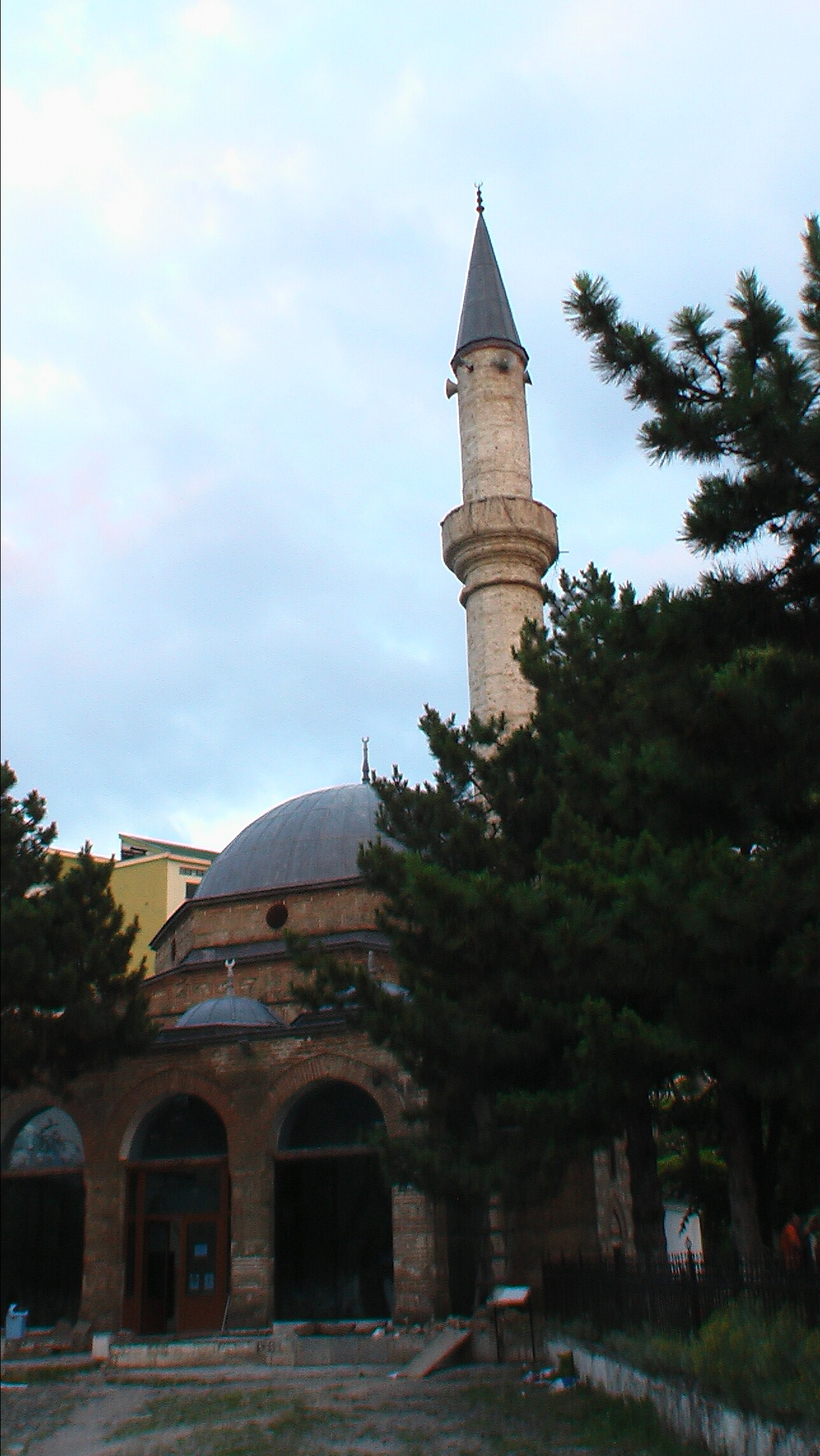